# Matyóföld
A Matyóföld tájegység az Alföld északi részén, Borsod-Abaúj-Zemplén vármegye határán.
Matyónak a Miskolctól 40 km-re nyugatra, a Bükk-vidék és az Alföld találkozásánál fekvő három település Mezőkövesd, Tard és Szentistván lakosságát nevezzük, bár viseletükben, hímzésükben mindhárom eltér egymástól. A matyónak nevezett települések közül mindig Mezőkövesd mezővárosa volt a vezető közösség (1973 óta város), innen diktálták a divatot.

## A matyók eredete

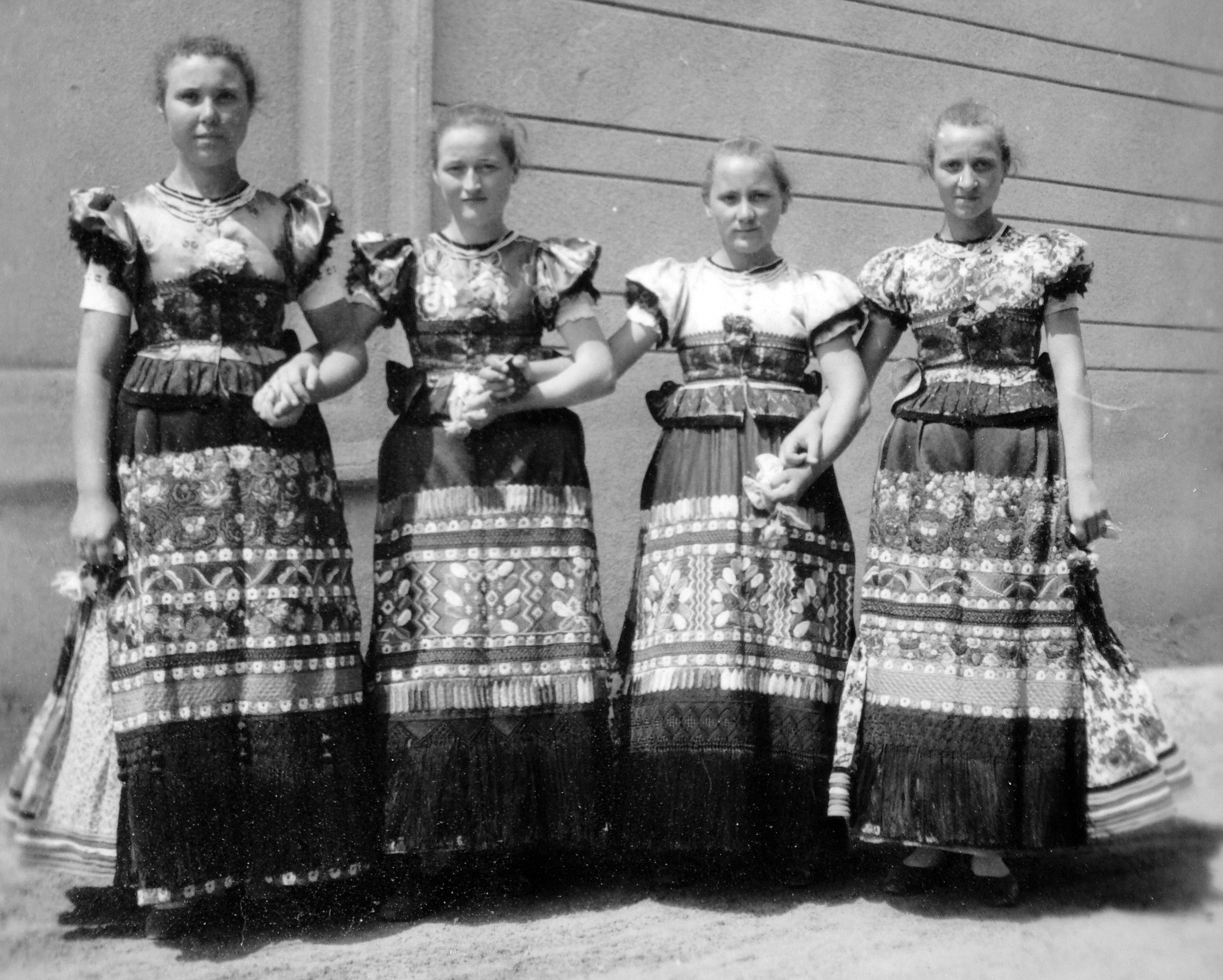
Lányok matyó népviseletben, 1935

Győrffy István tanulmányában (A matyókról, Szeged, 1928) a legtöbb eredetelmélettel megegyezően kun népcsoportoktól származtatja a matyókat, akárcsak a palócokat: 
„A matyó nép eredetére vonatkozólag Istvánffy azt tartja, hogy ezek a Mátra északi és a Bükk hegység nyugati oldalán letelepült palócságnak kiszakadt töredékei. A palócokról pedig általánosan azt tartják, hogy a honfoglaló magyarokhoz csatlakozott kunok ivadékai, kiket Anonymus a Bükk és Mátra hegység déli lejtőin helyez el. Anonymus szavahihetőségén nincs okunk kételkedni és ha szigorúan az ő szavaihoz ragaszkodunk, akkor azt kell feltételeznünk, hogy a magyarokkal együtt bejött kunok, akiket a palócokkal szoktak azonosítani, először a Mátra és Bükk déli oldalán helyezkedtek el és csak később kerültek át az említett hegység északi oldalára [...] Anonymus kunjai hazájának tehát Mátra és Bükk hegység termékeny déli oldalát tartjuk. A nép innen kelt át a túlsó kevésbé termékeny, hajdan erdőkkel borított oldalára, s a mezőkövesdi matyó, — akit mi is Anonymus kun népe maradékának tartunk — nem az északi palócokból szakadt ki, hanem elsőfoglalású földjén ül ma is, sőt palóc testvérei innen délről szakadtak mai földjeikre. [...] A matyókat anthropologiai szempontból Bartucz Lajos vizsgálta. Szerinte egységes matyó típus nincsen. A matyónak nevezett nép embertani szempontból éppúgy több típus keveredéséből alakult, mint hazánk bármely más vidékének mai magyarsága. A különbség csak az, hogy a keveredés a matyóknál egyrészt jóval kisebbfokú s másrészt kevesebbszámú típusra terjed ki. A másik fő mozzanat, amely e népet embertani szempontból különösen érdekessé teszi, bizonyos mongolszerű jelleg előfordulása. Gyakori ugyanis közöttük úgy a férfiaknál, mint még inkább a nőknél a rendkívül széles, lapos pofacsont, erősen benyomott széles orrgyök, széles orrcimpák, apró, valamint az u. n. »mongol redő«-vel ellátott szemek, sárgás-barnás szem és bőrszín, alacsony termet.”
A palóc név a szláv palovec ’kun’ jelentésű szó átvétele, azonban valószínűleg a kunok 13. századi tömeges beköltözése előtt kis csoportokban, a magyarság között megtelepült kun elemek megjelölésére szolgált.
A két népcsoport közös eredetét támasztják alá napjaink genetikai kutatásai is, melyek a következő eredményre jutottak: A matyók és a palócok, jóllehet külön etnikumként tartjuk számon őket, genetikailag egységes népcsoportként határozhatók meg, amelyek a szlávokhoz állnak közel, csupán eltérő vallásuk miatt van különböző nevük

## A név eredete
Mezőkövesd Mátyás királytól kapott mezővárosi rangot és 1472-ben, Szent László napján a király járt is a városban. E cím, és Mátyás király tiszteletére sok család az első szülött fiukat Mátyásnak nevezték el, innen ered tehát a matyó kifejezés.
Néprajzkutatók, köztük Herkely Károly szerint azonban inkább csúfnévről lehet szó, amellyel eredetileg a környék református lakóitól vallási-kulturális értelemben elkülönülő katolikus mezőkövesdieket illették, de később ez a csúfolódó jelentésárnyalat feledésbe merült.

## Kutatástörténet
A matyóság életmódjával, kultúrájával, népművészetével, népviseletével az 1890-es évek óta foglalkoztak kutatóink. Győrffy István, a magyar néprajz első egyetemi professzora, az 1920-as évektől rendszeresen kutatta a mezőkövesdi matyók életmódját, viseletét, hímzését. Korai halála miatt Fél Edit rendezte sajtó alá a Matyó népviselet c. könyvet, aki személy szerint is a matyóságnak egyik legkiválóbb kutatója volt. Az élete derekán elhunyt, sokoldalú, nagy tehetségű Fügedi Márta Mítosz és valóság: a matyó népművészet (1997, Miskolc) c. művében részletesen elemzi a matyó hímzések életútját a 19. század végétől napjainkig, és azt is, hogyan tartják meg saját viselet- és hímzéskultúrájukat, ugyanakkor hogyan teljesítik a kereskedelmi elvárásokat is.
A mezőkövesdi hímzés történeti fejlődése, alakulása, változása példaként szolgál a magyar népi hímzés általános fejlődéséhez is. Megtaláljuk a "régi" stílust, a 19. század "új paraszti stílusát", és a 20. század első felének "legújabb stílusát" is.

## A matyó népművészet

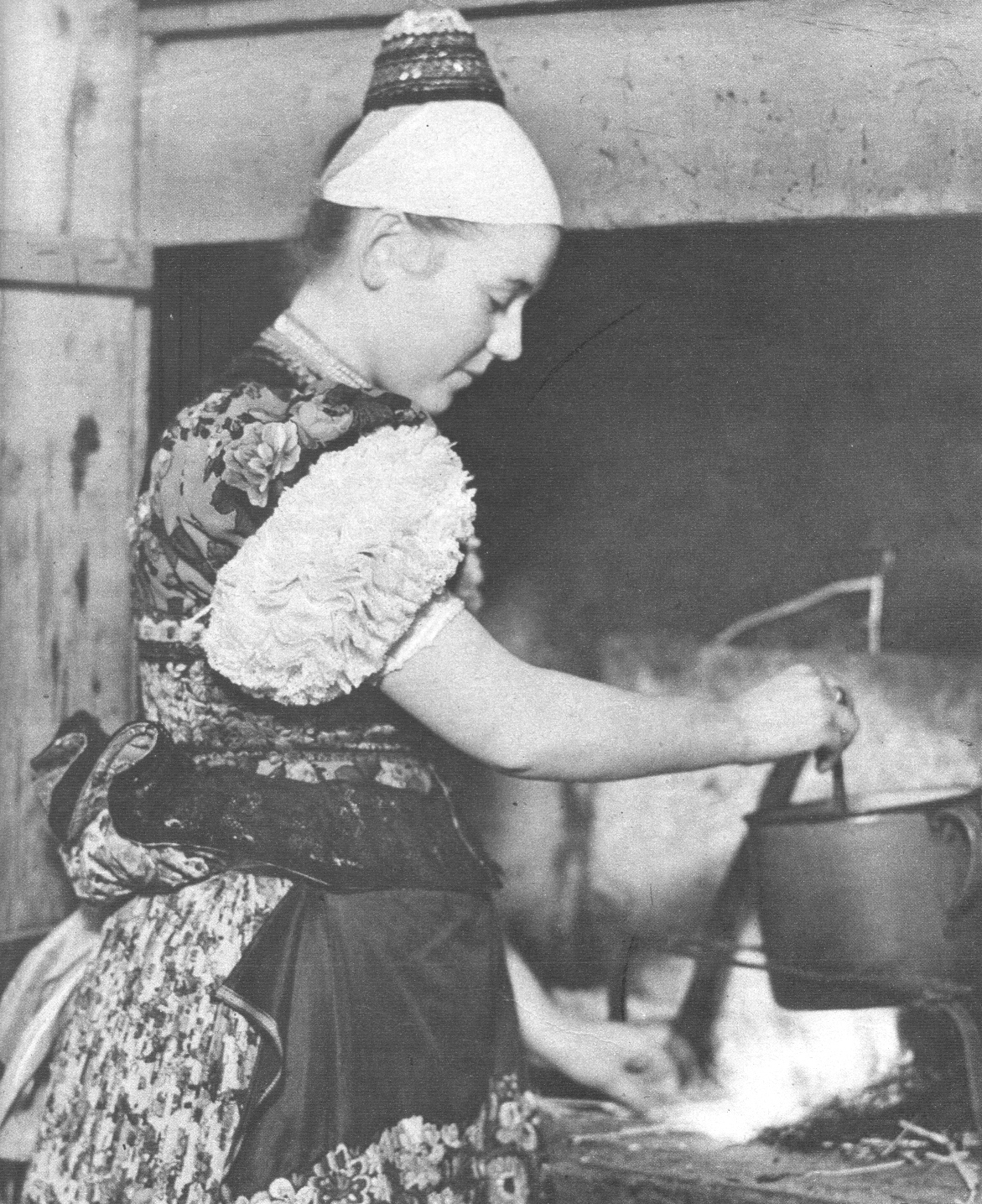
Matyó menyecske a nyitott tűzhelynél

A 19-20. század fordulóján a különleges gótikus vonalú mezőkövesdi női viselet már a legismertebb paraszti öltözékek közé tartozott. Az Alföld-szerte híres mondás: "hadd korogjon csak ragyogjon", őrájuk illett a legjobban. Akármilyen szegény volt a matyó, de néhány öltözet cifra ruhájának és a derékig érő hímzett ködmönnek meg kellett lenni, még ha megkoplalta is. 
A mezőkövesdi szűcsök derékig érő, pompásan hímzett fehér ködmönöket "kuzsukat" készítettek a menyecskék részére, amelyeket az asszonyok korra való tekintet nélkül viselhettek.
A leghíresebb íróasszony (rajzoló), Kis Jankó Bori nagyapja is szűcsmester volt, aki a szebbnél szebb női kisbundákat virágozta. Leánya és unokája az ő műhelyében tanulta meg a matyó szűcshímzés kompozíciós rendjét, a színek harmóniáját.
A legnagyobb jelentőségű ezekben az években az 1896-ban megrendezett kiállítás volt a Városligetben. A "néprajzi faluban" 12 magyar és 12 nemzetiségi falut telepítettek, köztük Mezőkövesdet is. Akkori főjegyzője javaslatára 1896. szeptember 8-án került sor a matyó lakodalom bemutatására mintegy 150 fő részvételével. A menyasszonyt és a vőlegényt gondosan kiválasztották, az esküvőt a Terézvárosi templomban megtartották, majd az Andrássy úton haladva jutott vissza a lakodalmas menet a "néprajzi faluba", a városligeti matyó házig.
Ez a nagy nyilvánosság előtt megtartott esemény a matyó népművészet megismertetésének és felfedezésének fontos állomása volt. Egyaránt felfigyeltek rá a szakemberek és azok az élelmes fővárosi és vidéki kereskedők, akik az 1900-as évektől elárasztották Mezőkövesdet. A mezőkövesdi lakodalmas pedig napjainkig Mezőkövesd idegenforgalmi látványossága.
1911-ben a matyó hímzés kereskedelmi sikere arra ösztönözte az Országos Magyar Háziipari Szövetséget, hogy telepet létesítsen Mezőkövesden a varratáshoz. A feljegyzések szerint Zelei Ilona tanítónő már 300 asszonnyal dolgoztatott. 1911 után az idegeneknek való "varratás" olyan méreteket öltött, hogy 40 "íróasszonyt" is említenek, akik csak előrajzoltak, hogy a "varrók" (hímzők, tervezők) számára biztosítsák a munkát.
1938-tól legjelesebb néprajzkutatóink már írnak a mezőkövesdi népművészetről és kiváló iparművészeink készítik el hozzá a megfelelő sablonálható rajzokat.
A magyaros öltözködés tervezésének legkiválóbb képviselője Az 1910-es évektől 1944-ig Zsindely Tüdős Klára a "pántlika" szalonban készült matyó jellegű öltözeteket kizárólag Mezőkövesden, Tardon vagy Szentistvánon hímeztette.
A Matyó Népművészeti és Háziipari Szövetkezet 1951-ben alakult meg. A kereskedelem számára hímzést vállaló asszonyok javarésze előzőleg a Mezőkövesdi Földmíves Szövetkezet háziipari csoportjához tartozott. Megalakulásakor a szövetkezet közös műhelyében nyolcan dolgoztak. 550 bedolgozó volt Mezőkövesd, Szentistván, Tard községekből.

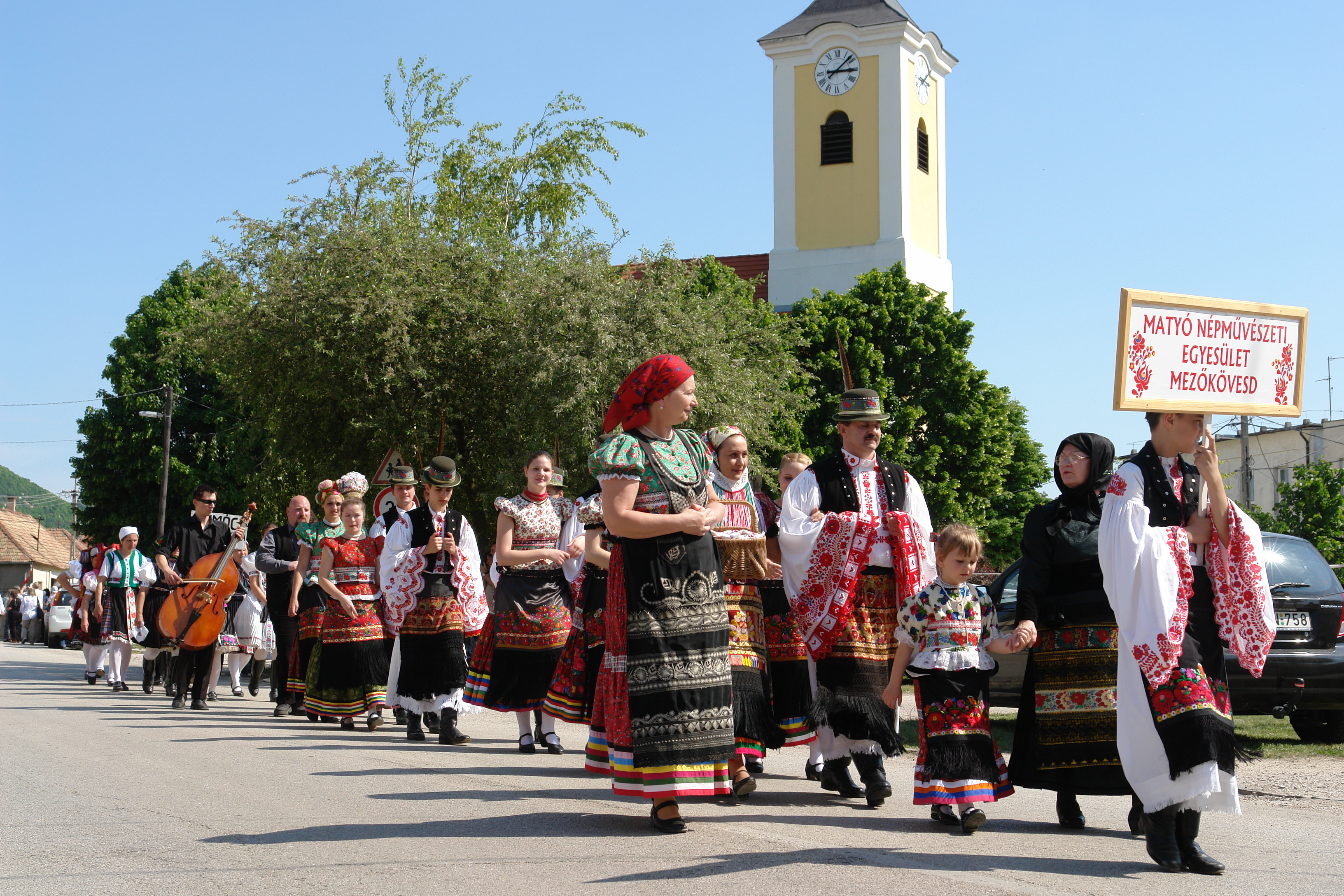
Népviseletes felvonulás Bajnán

1980-ban a közös műhelyben 535 fő volt, 1800-an 34 községben működött bedolgozó csoportok felügyelete alatt végezték munkájukat. Hímzett blúzokat, lakástextileket, népviseleti babákat készítettek.  A szövetkezet tagjai közül 15 a Népművészet Mestere, 50 népi iparművész, 3 Népművészet Ifjú Mestere címben részesült.
Mezőkövesden a régi asztalosmesterek festett bútorai is országosan ismertek voltak. A festett bútorok készítését és festését még édesapjától tanulta Kovács András a Népművészet Mestere (1978) Mezőkövesd díszpolgára (1999). Fia, Kovács Szabolcs rajztanár, a Népművészet Mestere munkái országosan  és külföldön is ismertek, unokája, ifj. Kovács Szabolcs méltó folytatója lesz a család tradicionális művészetének.
A Matyó Népművészeti Szövetkezet felszámolása után annak épületében kapott méltó helyet Mezőkövesden a Matyó Múzeum állandó kiállítása az 1990-es évek elején, ahol Mezőkövesd történeti múltját és legújabb eredményeit a tárgyi népművészet és a "nemzeti háziipar" jövőjét mutatják be.
A női test alakját kiemelő matyó népviseletet a 19. század végén szívesen öltötték magukra az arisztokrata hölgyek is. Testhez simuló felsőrész, vállnál megemelt ujj, derékban elálló fodor, hosszú, alul fodros szoknya jellemzi. A férfi viselet jellegzetessége a nagyon bő ujj, gyakran széles hímzéssel, horgolt csipkével.
A matyó hímzésre legjellemzőbb a "matyó rózsa". A leghíresebb "íróasszony" Kis Jankó Bori volt, ő alkotta meg a rózsa legtöbb variációját. Emlékére háromévente hímzőverenyt rendeznek.
A matyó hímzés 2012 decemberében felkerült az UNESCO szellemi kulturális örökség listájára.